# Eucosmetacris festae
Eucosmetacris festae är en insektsart som först beskrevs av Giglio-tos 1898.  Eucosmetacris festae ingår i släktet Eucosmetacris och familjen gräshoppor. Inga underarter finns listade i Catalogue of Life.